# 明日的餐桌
《明日的餐桌》，日本小說家椰月美智子創作的長篇小說，單行本於2016年8月31日發行，文庫本由KADOKAWA於2019年2月23日發行。
2020年12月，製片方宣布改編為真人電影版，由菅野美穗主演。

### 內容大綱
住在不同地區且家庭背景迥異的三位母親，各自擁有同為名字稱為「石橋ユウ」且年紀相同的兒子，三位母親卻因生活上的細節，而一步步地導致原本家庭邁向了崩壞。

### 登場人物

#### 神奈川
- 石橋留美子：43歲，前自由作家，一心想重回職場。
- 石橋豐：留美子的丈夫，業餘攝影師。時常將家裡的事丟給留美子。
- 石橋悠宇（ユウ）：留美子的兒子，小學三年級生。
- 石橋巧巳：留美子的兒子，小學一年級生。

#### 大阪
- 石橋加奈：30代單親媽媽，出身家暴家庭，後因丈夫石橋英明出軌，離婚後一天工作至少13個小時，一邊扶養孩子。
- 石橋勇（ユウ）：加奈兒子，小學三年級生。

#### 靜岡
- 石橋明日香：36歲的全職家庭主婦。為經濟無虞的中產階級，閒暇時前往才藝教室，過著看似人人稱羨的生活。
- 石橋太一：明日香的丈夫，白領上班族。年紀比明日香小。
- 石橋優（ユウ）：太一與明日香的兒子，小學三年級生。學業各方面皆突出。

## 電影
《明日的餐桌》，由瀨瀨敬久執導，菅野美穗主演，2021年5月28日於日本上映，2020年8月18日開鏡、同年9月7日殺青。此片為菅野美穗繼《基因華爾茲》電影版之後睽違十年的電影主演作。
本片為2021年第11屆北京國際電影節9月參展片，為日本以外地區之首映。

### 劇情大綱
住在神奈川，原以寫作維生的石橋留美子（菅野美穗 飾），自從停止寫作回歸家庭主婦身分後，即未放棄重歸職場的念頭，無奈因自由接案的業餘攝影師丈夫石橋豐無法操持家務及照顧兩個孩子，留美子即從事blog寫作，過著蠟獨兩頭燒的生活......。
住在大阪，過著一邊打工的清苦生活之單親媽媽石橋加奈（高畑充希 飾），自從遭前夫英明背叛後，每天辛苦地獨力扶養孩子長大。因自己出身背景的劣勢，加奈不願讓自己孩子也踏上與自己相似的道路......。
住在靜岡，和白領年下丈夫太一共同生活的石橋明日香（尾野真千子 飾），每天思考著如何栽培優等生兒子，看似家境富裕的完美全職主婦明日香，卻仍遭遇了束手無策的狀況......。
某日，出現了一則「石橋ユウ虐待死」的新聞………。乍看沒有接點、家中皆有一個名為「石橋ユウ」10歲男孩的三個家庭，到底被虐待致死的這位「石橋ユウ」，是誰家的孩子？！

### 主要人物

#### 神奈川
- 石橋留美子：菅野美穗

43歲，有兩個兒子的前自由作家，目標是重新回到職場工作。
- 石橋豐：和田聰弘（日语：和田聰宏）

留美子的丈夫。為自由接案的攝影師。收入不穩定。
- 石橋悠宇（ユウ）：

留美子的兒子，小學三年級生。
- 石橋巧巳：

留美子的兒子，小學一年級生。

#### 大阪
- 石橋加奈：高畑充希

30歲單親媽媽，白天從事正職工作、晚上一邊打工扶養孩子。
- 石橋勇（ユウ）：

加奈兒子，小學三年級生。

#### 靜岡
- 石橋明日香：尾野真千子

36歲的全職家庭主婦。嫁給比自己小的丈夫，家境富裕。
- 石橋太一：大東駿介

明日香的丈夫，白領上班族。
- 石橋優（ユウ）：

太一與明日香的兒子，小學三年級生。成績優秀。

### 其他角色
- 若杉奈奈：山口紗彌加

38歲，與石橋明日香在才藝教室認識的朋友。
- 山田真步（日语：山田真歩）

石橋加奈兒子同學的媽媽。
- 宇野祥平（日语：宇野祥平）
- 水綺綾女（日语：水綺綾女）
- 藤原季節（日语：藤原季節）
- 真行寺君枝（日语：真行寺君枝）
- 渡邊真起子
- 菅田俊（日语：菅田俊）
- 乌丸节子

### 製作團隊
- 原作：椰月美智子《明日の食卓》（KADOKAWA）
- 劇本：小川智子
- 導演：瀨瀨敬久
- 製作：「明日の食卓」製作委員會
- 發行：WOWOW、KADOKAWA

## 外部連結
- 小說官網 （页面存档备份，存于）（日語）
- 電影官網 （页面存档备份，存于）（日語）
- 明日的餐桌的X（前Twitter）
- 電影預告 （页面存档备份，存于）